# ミドロジアンのハート

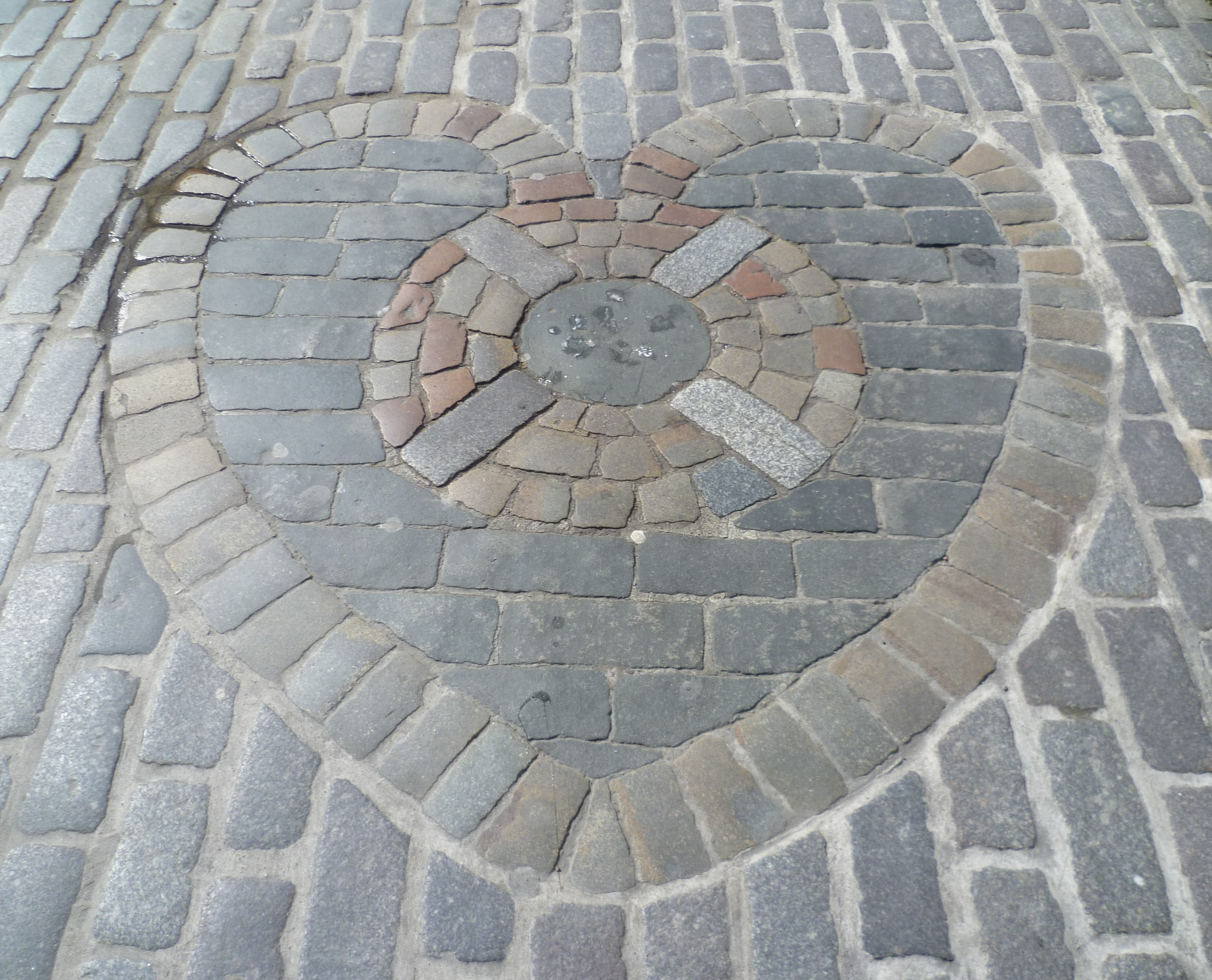
ミドロジアンのハート

ミドロジアンのハート、ミドロジアンの心臓、またはハート・オブ・ミドロジアン（英: Heart of Midlothian）は、スコットランド、エディンバラにあるセント・ジャイルズ大聖堂の外に位置するモザイクである。1917年に解体されたエディンバラのオールド・トールブース（古庁舎）の入口の位置を印している。地元民はしばしば幸運の印としてこのハートの上に唾を吐く。この伝統は現在は幸運の1つであるが、元々は旧庁舎内で行われていた処刑に対する蔑視の印しとして行われていたと考えられていた。
エディンバラを本拠地とするサッカーチーム、ハート・オブ・ミドロシアンFCはその名称をオールド・トールブースと、以前の位置を印すモザイクから取っている。